# Rammelwolle

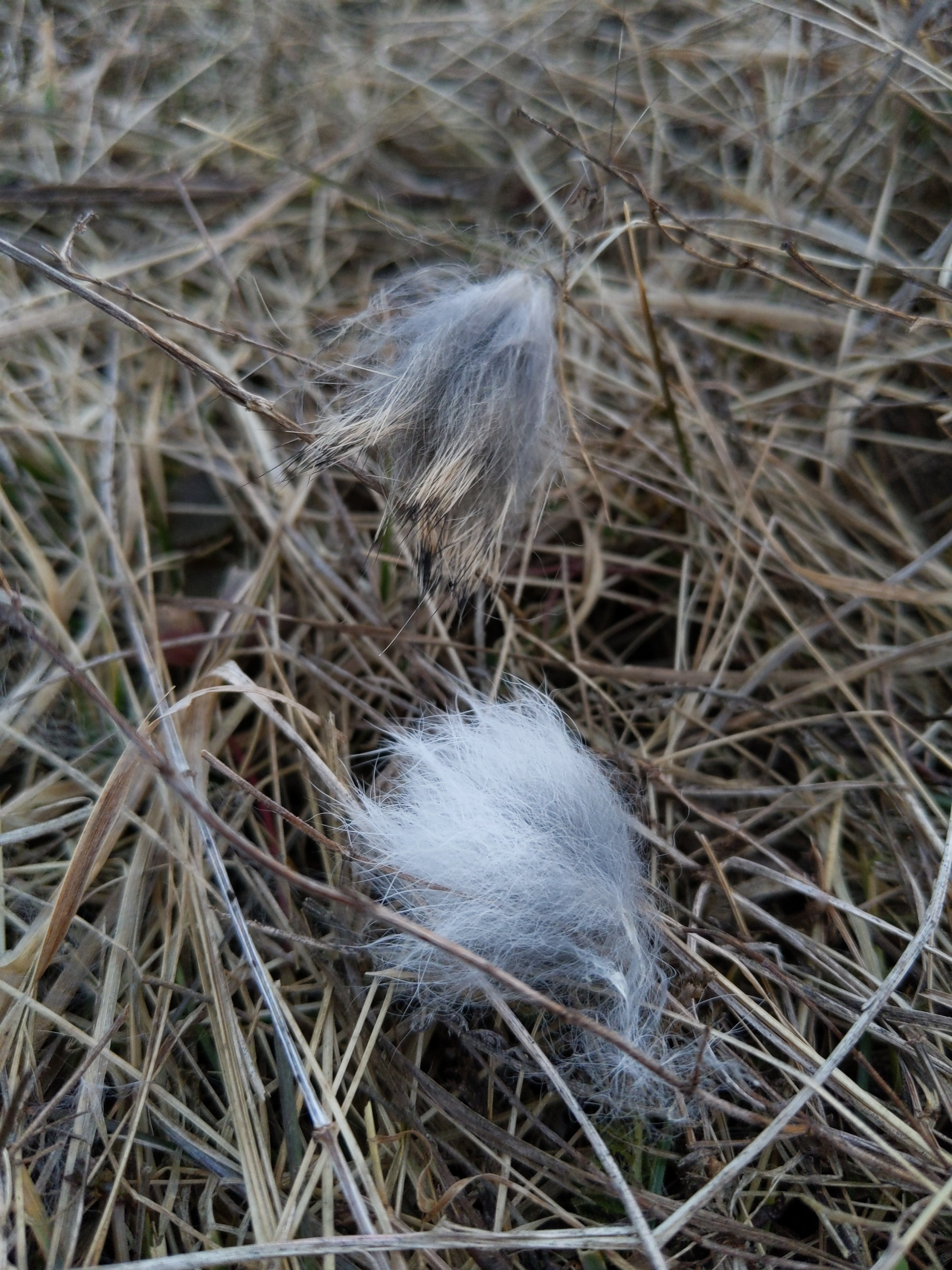
Rammelwolle eines Feldhasen

Als Rammelwolle werden in der Jägersprache ausgerissene Haarbüschel von Hasen oder Wildkaninchen während der Begattungszeit bezeichnet.

## Beschreibung

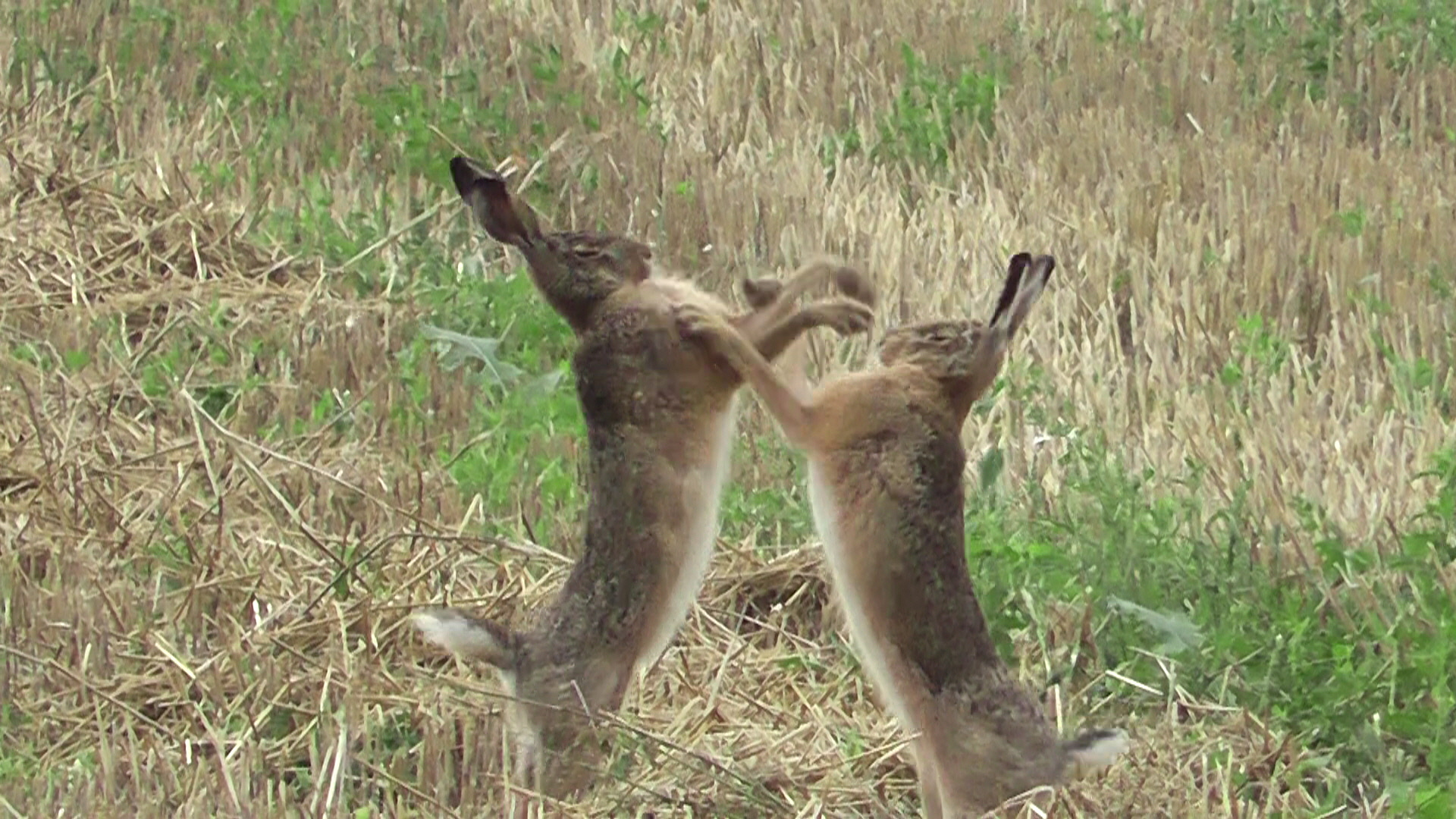
Kämpfende Feldhasen

Während der Rammelzeit kommt es bei Hasen und Wildkaninchen zu Kämpfen zwischen den Männchen untereinander um empfängnisbereite Zibben, ebenso kann es zu Rangeleien zwischen Männchen und Weibchen kommen. Bei diesen Brunftkämpfen kommt es vor, dass die Tiere sich gegenseitig Haarbüschel ausreißen, die als Rammelwolle bezeichnet werden.
Am Vorkommen von Rammelwolle erkennt man den Beginn der Paarungszeit der Hasen und Wildkaninchen.